# Aurel Vlaicu (persoon)

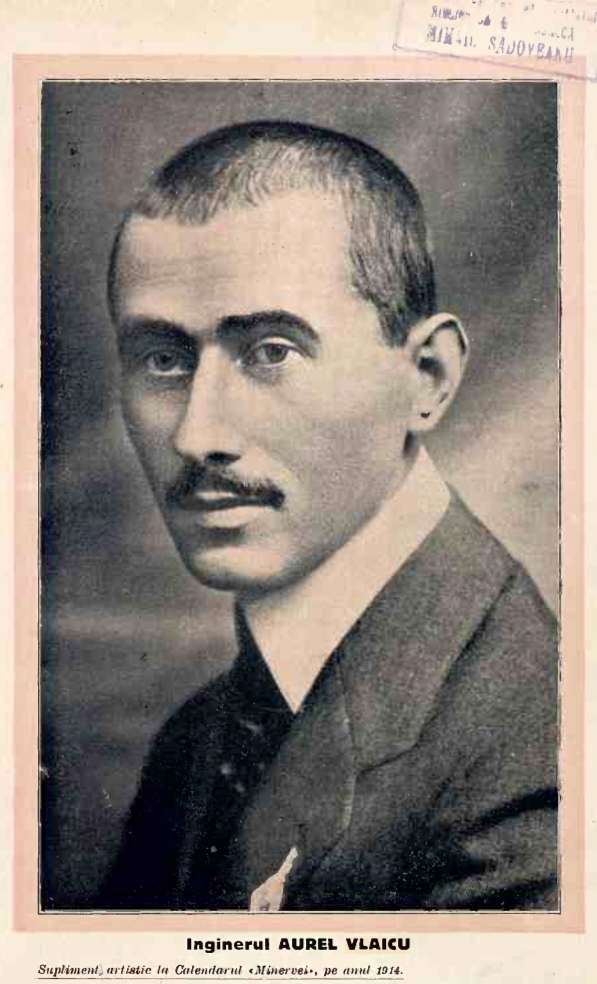
Aurel Vlaicu

Aurel Vlaicu (Binţinţi, 19 november 1882 – Câmpina, 13 september 1913) was een Roemeense ingenieur, uitvinder, vliegtuigconstructeur en luchtvaartpionier.
Aurel Vlaicu werd geboren in Binţinţi (nu omgedoopt tot Aurel Vlaicu), Geoagiu, Transylvania. Hij studeerde aan de calvinistische hogeschool in Orastie (omgedoopt tot "Liceul Aurel Vlaicu" ter ere van hem in 1919) en haalde zijn baccalaureaat in Sibiu in 1902. Hij zette zijn studies voort aan de Technische Universiteit van Boedapest en de Technische Hochschule München in Duitsland en behaalde zijn ingenieursdiploma in 1907. Na zijn baan bij de Opel-fabriek in Rüsselsheim keerde hij terug naar Binţinţi en bouwde een zweefvliegtuig waarmee hij in de zomer van 1909 zijn eerste vlucht maakte. Later dat jaar verhuisde hij naar Boekarest, in het Koninkrijk Roemenië, waar hij begon met de bouw van zijn eerste vliegtuig (tegenwoordig aangeduid als de Vlaicu nr. I). In datzelfde jaar vertrok hij naar Parijs om een vliegtuigmotor aan te schaffen, hij werd hierbij geholpen door de andere Roemeense luchtvaartpionier Traian Vuia die al in Frankrijk zat. De Vlaicu maakte zijn eerste vlucht op 17 juni 1910 op het vliegveld van Cotroceni. Na enkele geslaagde vluchten werd hij door het Roemeense leger gevraagd mee te doen aan een militaire oefening, zijn opdracht bestond uit het uitvoeren van een postvlucht van Slatina naar Piatra-Olt. Roemenië was daarmee het tweede land, na Frankrijk, dat een vliegtuig voor militaire doeleinden inzette.
Met zijn tweede vliegtuigtuig (Vlaicu Nr. II), gebouwd in 1911,  won hij diverse prijzen op de Internationale Flugwoche in Aspern in de buurt van Wenen in 1912, waar hij het opnam tegen 42 andere piloten, waaronder Roland Garros.
Aurel Vlaicu overleed in 1913 in de buurt van Câmpina tijdens een poging om de Karpaten over te steken in zijn oude Vlaicu II vliegtuig. Hij ligt begraven op het kerkhof Bellu, in Boekarest.

## Nalatenschap
Tijdens zijn korte carrière bouwde hij drie originele, pijlvormige vliegtuigen, met de besturingselementen aan de voorzijde (canards), twee coaxiale propellers, een NACA-achtige ring rond de motor en een driewiellandingsgestel met onafhankelijke wielophanging en met remmen. Voor zijn overlijden was hij bezig met een twee-zittende eendekker (Vlaicu Nr. III), besteld door de Marconi Company voor experimenten met antenne draadloze radio. Na de dood van Vlaicu werd het vliegtuig voltooid door vrienden en er werden een aantal korte experimentele vluchten mee gemaakt in 1914. Verdere tests werden bleven uit omdat geen enkele piloot de ongewone besturingselementen kon bedienen.
In 1916, tijdens de Duitse bezetting van Boekarest, werd de Vlaicu III in beslag genomen en verscheept naar Duitsland. Het vliegtuig is voor het laatst gezien in 1942 bij de luchtvaarttentoonstelling in Berlijn. Een replica van de Vlaicu II is te zien in het Muzeul Militar Național in Boekarest.

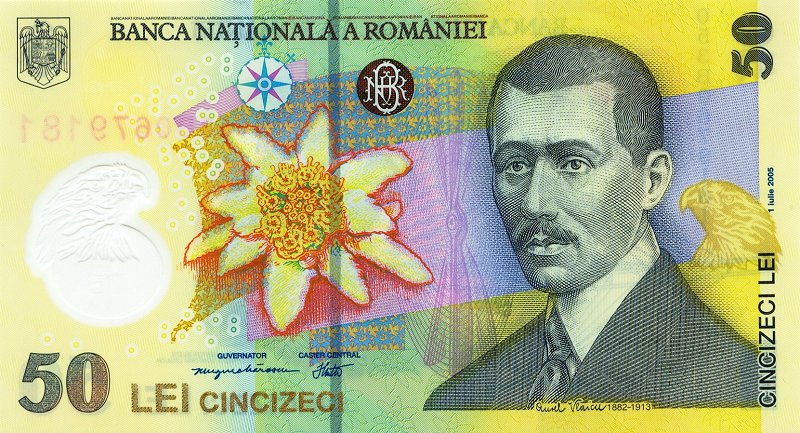
Bankbiljet van 50 lei.

## Trivia
- Vlaicu werd postuum toegelaten tot de Roemeense Academie in 1948.
- Bucharest City Airport in Băneasa werd naar hem vernoemd.
- Een TAROM Airbus A318-111 geregistreerd YR-ASA werd ook naar hem vernoemd.
- Aurel Vlaicu staat afgebeeld op de 50 Roemeense lei